# Aedes cartroni
Aedes cartroni är en tvåvingeart som beskrevs av Ventrillon 1906. Aedes cartroni ingår i släktet Aedes och familjen stickmyggor.
Artens utbredningsområde är Madagaskar. Inga underarter finns listade i Catalogue of Life.